# Solva crepuscula
Solva crepuscula is een vliegensoort uit de familie van de Xylomyidae. De wetenschappelijke naam van de soort is voor het eerst geldig gepubliceerd in 1944 door Hull.